# Анастас Кюшкоски
Анастас Кюшкоски (на македонска литературна норма: Анастас Ќушкоски) е северномакедонски писател.

## Биография
Роден е в 1942 година в стружкото село Вевчани, тогава анексирано от Албания, днес Северна Македония. Завършва икономически факултет в Прилеп. Член е на Дружеството на писателите на Македония от 1994 година. Носител на Осмоноемврийската награда на град Струга.

## Творчество
Телевизионни сценарии
- „Писмо“
- „Мрави и склавови“
- „Штрковиот лет“
- „Огнена“
- „Пеколен рај“
- „Сенката на лилјакот“

Книги
- Синдилија (драми, 1991)
- Драми (1998)